# 柴崎二郎
柴崎 二郎（しばさき じろう）は、日本の外交官。2010年から2012年まで、ニカラグア駐箚特命全権大使。

## 人物
埼玉県出身。外務省領事局政策課上席専門官を務め、在チリ日本大使館参事官、領事サービス部長、マナウス総領事等を経て、2010年ニカラグア駐箚特命全権大使。

## 経歴
- 1966年（昭和41年） - 埼玉県立川越工業高等学校卒業
- 1970年（昭和45年） - 外務省入省
- 2008年（平成20年） - マナウス総領事
- 2010年（平成22年） - ニカラグア大使
- 2012年（平成24年） - ニカラグア大使を退任
- 2021年（令和3年） - 瑞宝中綬章受章[2][3]

## 同期
- 西田恒夫（10年国連大使・07年駐カナダ大使・05年外務審議官（政務担当））
- 安藤裕康（11年国際交流基金理事長・08年駐伊大使）
- 原聰（08年関西担当大使・05年駐ポルトガル大使・01年駐ブルネイ大使）
- 上野景文（杏林大学客員教授・06年駐バチカン大使・01年駐グアテマラ大使）
- 大木正充（07年駐アゼルバイジャン兼グルジア大使・04年駐クウェート大使・駐イエメン大使）
- 小溝泰義（13年広島平和文化センター理事長・10年駐クウェート大使）
- 夏井重雄（08年駐カザフスタン大使）
- 河東哲夫（02年駐ウズベキスタン大使）
- 駒野欽一（10年駐イラン大使・06年駐エチオピア兼ジブチ大使・02年駐アフガニスタン大使）
- 石榑利光（11年駐スロベニア大使）
- 城守茂美（13年駐スロベニア大使）